# F1Rem
F1Rem fue un videojuego en línea gratuito, en el que se puede dirigir un equipo de Fórmula 1. El juego está compuesto por 4 divisiones (G1, G2, G3, G4) y varios grupos denominados por la división más una letra (G2a, G2B, G3f, G3h, G4y, G4za...). A fecha agosto de 2006, hay aproximadamente 1800 mánager jugándolo y está traducido a 2 idiomas, español e inglés.

## Resumen
El objeto inicial del juego es ascender a G1 y ganar el campeonato de pilotos. Para ello, habrá que contratar un piloto y entrenarlo, comprar piezas para el coche, conseguir patrocinadores, contratar mecánicos, contratar un jefe de mecánicos (en G1 y G2) y todo ello con un limitado presupuesto.

## La temporada
Cada temporada está compuesta por 19 carreras. Nunca se corren las mismas carreras de una temporada a otra, sino que son una mezcla de circuitos conocidos y nuevos, lo que añade más emoción al juego. 
El sistema de reparto de puntos es el mismo que en la F1: 1.º-25 puntos, 2.º-18 puntos, 3.º-15 puntos, 4.º-12 puntos, 5.º-10 puntos, 6.º-8 puntos, 7.º-6 puntos, 8.º-4 puntos, 9.º-2 puntos, 10.º-1 punto.

## Divisiones
La distribución de las divisiones es en forma piramidal. 
- 1 Grupo Top (G1)
- 4 Subgrupos (G2a, G2b, G2c, G2d)
- 8 Subgrupos (G3a, G3b, G3c, G3d, G3e, G3f, G3g, G3h, G3i, G3j)
- 16 Subgrupos (G4a, G4b, G4c, G4d, G4e, G4f, G4g, G4h, G4i, G4j, G4k, G4l, G4m, G4n, G4o, G4p)

En cada grupo hay 26 mánagers, excepto en G4, que varía en el número según los jugadores, al ser la división donde se comienza.
Ascienden de división los 2 primeros siempre que estén con un saldo positivo. Descienden los 8 últimos.

## Circuitos
Todos los circuitos existen o han existido en la Fórmula 1, o bien han sido circuitos de pruebas de la F1 desde los años 50 como F1 y antes como Grandes Premios. Solamente hay 3 excepciones y son los tres circuitos catalanes que se usan para las pruebas, que existen pero nunca tuvieron relación con la F1. Cada circuito es diferente y tiene sus propias configuraciones dependiendo de la climatología:
- Tipos de Agarre: a mayor agarre mayor desgaste de los neumáticos y mayor carga aerodinámica.[cita requerida] Hay tres: Bajo, Medio y Alto.
- Rigidez de la suspensión: indica cómo debe ir la suspensión. Las 3 posibles son Baja, Media y Alta.
- Adelantamiento: indica la dificultad de adelantar en el circuito. Fácil, Medio, Difícil y Muy Difícil.
- Piezas: indica las dos piezas más importantes en cada circuito del total de 5 que hay.
- Curvas: es el número de curvas que tiene el circuito.
- Distancia: distancia total de la carrera. Este parámetro es importante para planear la estrategia de carrera, tanto de combustible como de neumáticos.

## Carrera
Las carreras se disputan los lunes, miércoles y viernes a las 20:00 horas España, por lo que cada temporada dura unas 6 semanas. Se pueden ver en directo por un sistema que muestra sobre un trozo de pista la clasificación de final de vuelta de los competidores, el tiempo que media entre ellos, el tiempo de la última vuelta y la temperatura y humedad que hubo en la vuelta. También muestra por medio de un icono el tiempo que hace actualmente, que puede ser soleado, nuboso, lluvioso... A la derecha del todo muestra la vuelta que va sobre el total. A la izquierda, bajo los datos climatológicos muestra la vuelta rápida, mostrando el tiempo, la vuelta en que se hizo y el que la realizó.
Otros datos:
- Se puede observar a los fórmulas que tienen problemas por medio de un humo blanco que sale del motor, de una entrada a boxes con el alerón partido o el motor abierto.
- También muestra si el piloto cometió un fallo por medio de unas marcas de derrape de las ruedas, tanto traseras como delanteras.
- Resulta posible ver el estado de los neumáticos, en un color oscuro si están en buenas condiciones o en un tono grisáceo si están desgastados.
- Al fondo de la página se puede ver la silueta de los fórmulas aparcada transversalmente que significa que se retiraron de la carrera.
- Al final de la carrera aparece el podio con sus tres puestos.
- Al terminar la carrera, a parte del podio, suena el himno nacional del ganador.
- Hay un chat en el irc o desde la web en el que se reúnen los usuarios para comentar las carreras y pasar el rato mientras éstas van realizándose.

## Modelos de coche
Hay una gran variedad de modelos de Fórmula 1. Hay modelos de fórmulas de escuderías reales, de ahora y de antes, modelos de nacionales con los colores de las banderas de diferentes países y modelos inventados por los usuarios.
Muchos de estos modelos fueron haciéndolos los propios usuarios para concursos que hubo. Salieron elegidos mediante votaciones y se añadieron al juego. Actualmente hay 70 modelos y en breve se aumentarán hasta los 200.

## Administración
| Años        | Administrador |
| ----------- | ------------- |
| 2000 - 2010 | Sergi Sánchez |